# Jablance (gmina Duplek)
Jablance – wieś w Słowenii, w gminie Duplek. W 2018 roku liczyła 211 mieszkańców.